# Santa Casa da Misericórdia de Setúbal

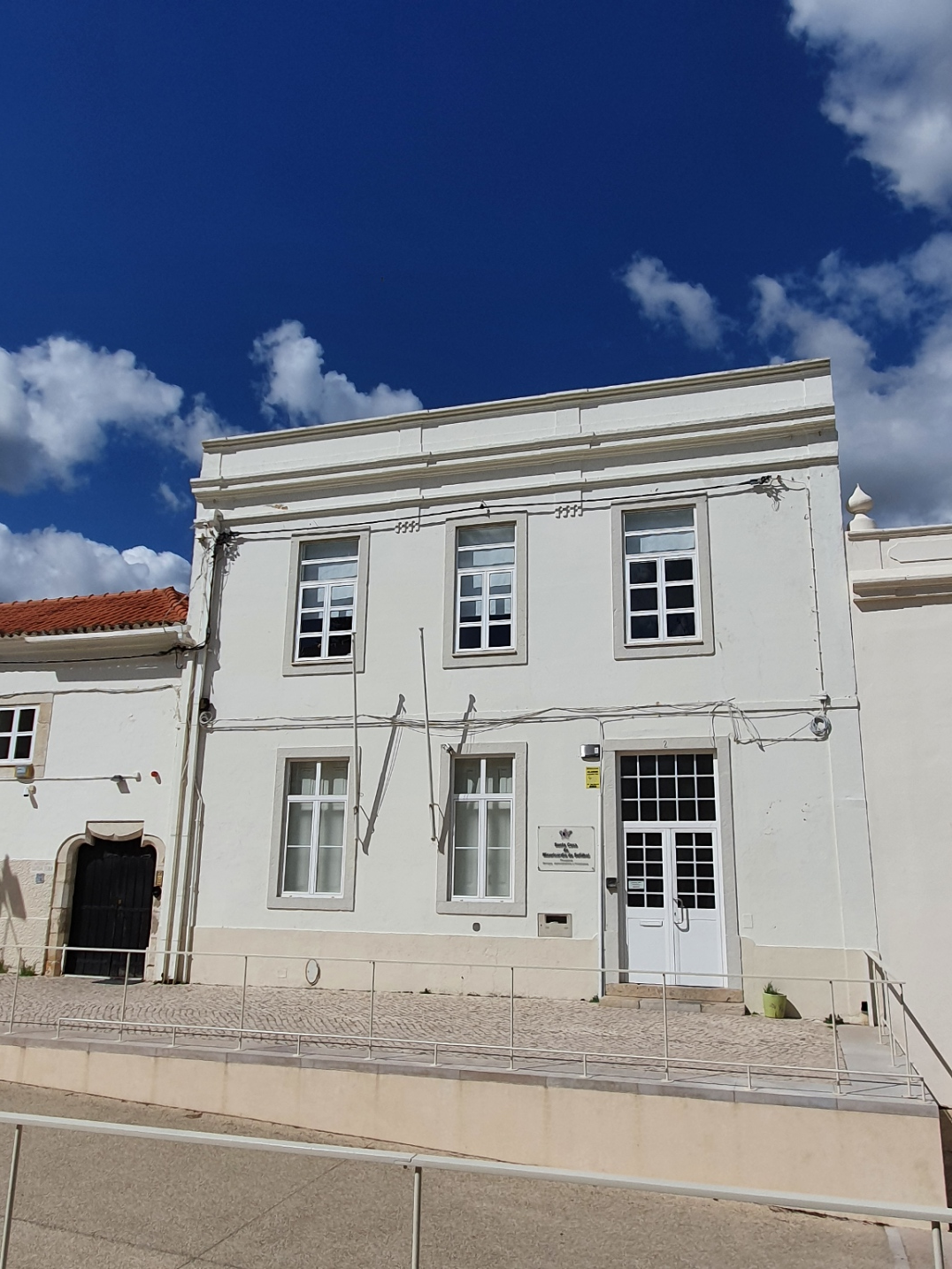
Sede da Provedoria da Santa Casa da Misericórdia de Setúbal

A Santa Casa da Misericórdia de Setúbal, abreviatura de Irmandade da Santa Casa da Misericórdia de Setúbal, ou simplesmente Misericórdia de Setúbal, é uma irmandade de fiéis católicos, designados Irmãos, constituída na ordem jurídica canónica, tendo por desígnio a satisfação de carências sociais na área geográfica envolvente.

## Sede
Sediada em edifício contíguo à Igreja do antigo Mosteiro de Jesus, Rua Acácio Barradas, em Setúbal, está canonicamente erecta na referida igreja, exercendo a sua acção naquela cidade e respectivo município.

## Desígnio
Tem por desígnio a satisfação de carências sociais e a prática de actos de culto católico, de harmonia com o seu espírito tradicional, informado pelos princípios da doutrina e moral cristãs.
A sua acção consubstancia-se pela prática das obras de misericórdia, corporais e espirituais, sob a invocação de Nossa Senhora da Misericórdia, sua padroeira.
São as seguintes as obras de misericórdia praticadas pela Santa Casa:
- Corporais - Dar de comer aos famintos; Dar de beber aos sedentos; Vestir os nus; Dar pousada aos peregrinos; Assistir aos enfermos; Visitar os presos; Enterrar os mortos.
- Espirituais - Dar bom conselho; Ensinar os ignorantes; Corrigir os que erram; Consolar os aflitos; Perdoar as injúrias; Sofrer com paciência as fraquezas do próximo; Rogar a Deus por vivos e defuntos.

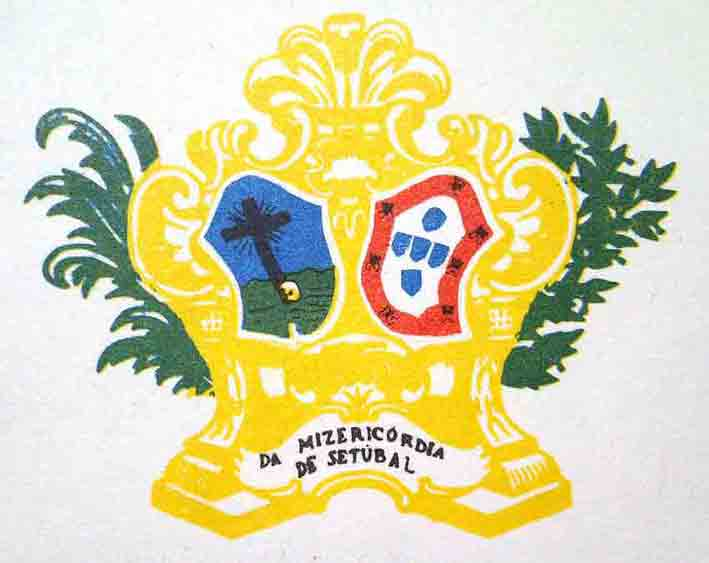
Brasão da Santa Casa da Misericórdia de Setúbal

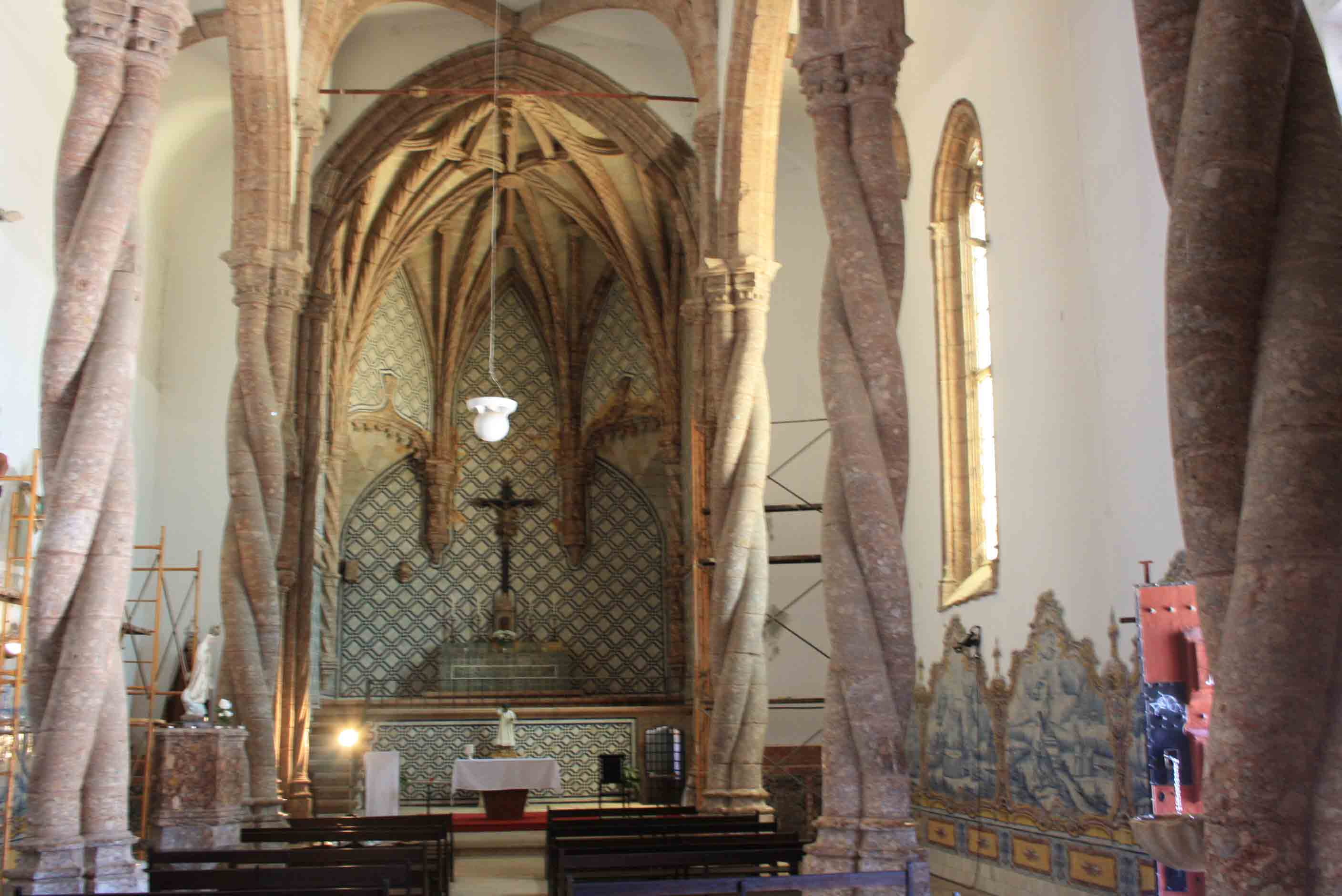
Igreja de Jesus. Nave Central e Capela-Mor

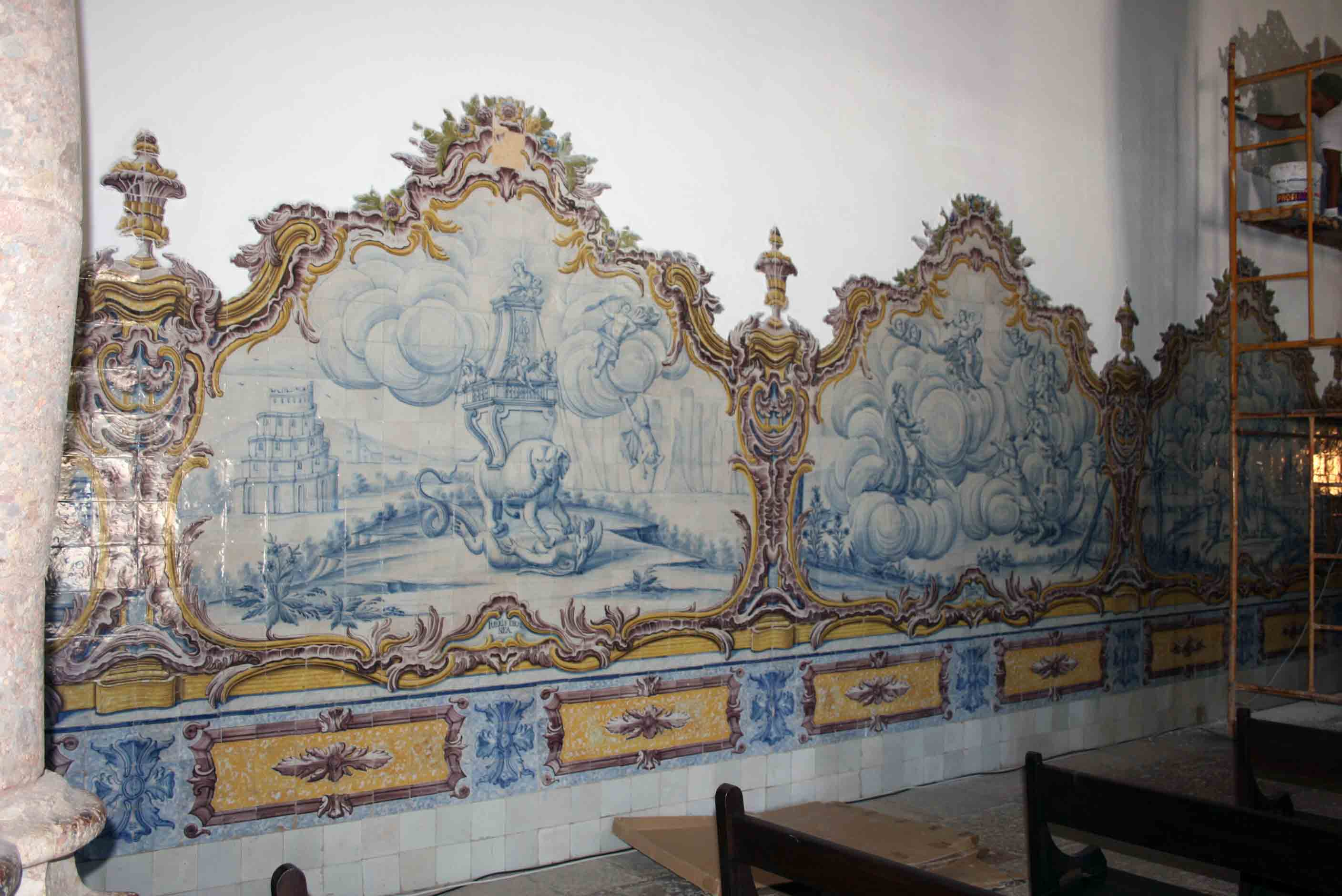
Igreja de Jesus. Aspecto dos painéis de azulejos

## Corpos Sociais
São corpos sociais da Santa Casa a Assembleia Geral, a Mesa Administrativa e o Definitório.
A Assembleia Geral é constituída pela respectiva Mesa, com um Presidente, um Vice-Presidente, um Primeiro e um Segundo Secretários, e bem assim pelo conjunto dos Irmãos;
A Mesa Administrativa integra um Provedor, um Vice-Provedor, um Secretário, um Tesoureiro, três Mesários Efectivos e três Substitutos;
O Definitório tem um Presidente, dois Vogais Efectivos e dois Suplentes
A acção dos Corpos Sociais é assessorada por um Serviço de Apoio técnico-administrativo.

## Estatutos
A Santa Casa da Misericórdia de Setúbal rege-se por estatutos com a denominação de Compromisso.
A partir de 19 de Maio de 1618, regeu-se pelo Compromisso da Santa Casa da Misericórdia de Lisboa, datado de 1516.
Em 17 de Abril de 1868, porém, foi aprovado o seu próprio Compromisso, que vigorou até 27 de Abril de 1912, data em que, em sequência da agitação social e política e do anticlericalismo da I República, foi aprovado um segundo, cujo artº 1º fez substituir a centenária designação pela de “Associação de Beneficência da Misericórdia de Setúbal”.
Por Compromisso aprovado em 28 de Março de 1936, nova alteração foi introduzida, abandonando a Misericórdia aquela designação, em favor da de “Santa Casa da Misericórdia de Setúbal”, a qual se manteve até ao presente.
Em 13 de Abril de 1950, novo Compromisso foi aprovado, tendo vigorado por mais de três décadas, no fim das quais as disposições que o enformavam se mostravam totalmente desactualizadas.
Assim, em 7 de Junho de 1982, a Assembleia Geral Ordinária de Irmãos reuniu-se nas instalações da Casa de Sant’Ana, em Setúbal, e aprovou, de raiz e em observância de disposições do Dec.-Lei 519-G2/79, de 29 Dezembro, o Compromisso actual.

## Valências
Actualmente, são as seguintes as valências da Santa Casa da Misericórdia de Setúbal, destinadas a socorrer necessidades da população do concelho, com enfoque maioritário na da Terceira Idade:

### Lar Acácio Barradas

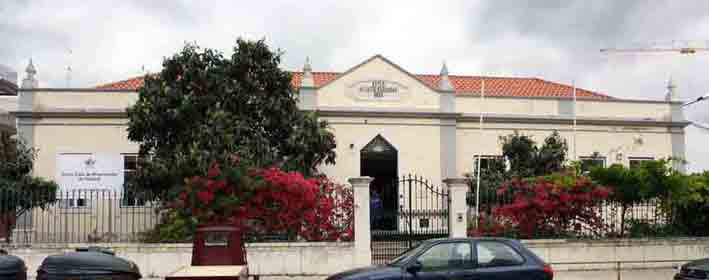
Lar Acácio Barradas

Chegou à posse da Santa Casa por legado instituído em seu favor, sob a designação de Asilo Acácio Barradas “destinado a velhas inválidas”, em 8 de Outubro de 1889, tendo mantido aquela designação até 1973, ano em que a palavra “Asilo” foi substituída pelo termo “Lar”.
Em 1985 e perante a grande deterioração que se verificava em todo o edifício, que agravava a ausência de funcionalidade, foi objecto de obras de remodelação interna, de raiz, que lhe possibilitaram oferecer maior conforto e dignidade ao dia-a-dia dos idosos internados e bem assim ao pessoal que lhes assiste.

### Lar Dr. Paula Borba

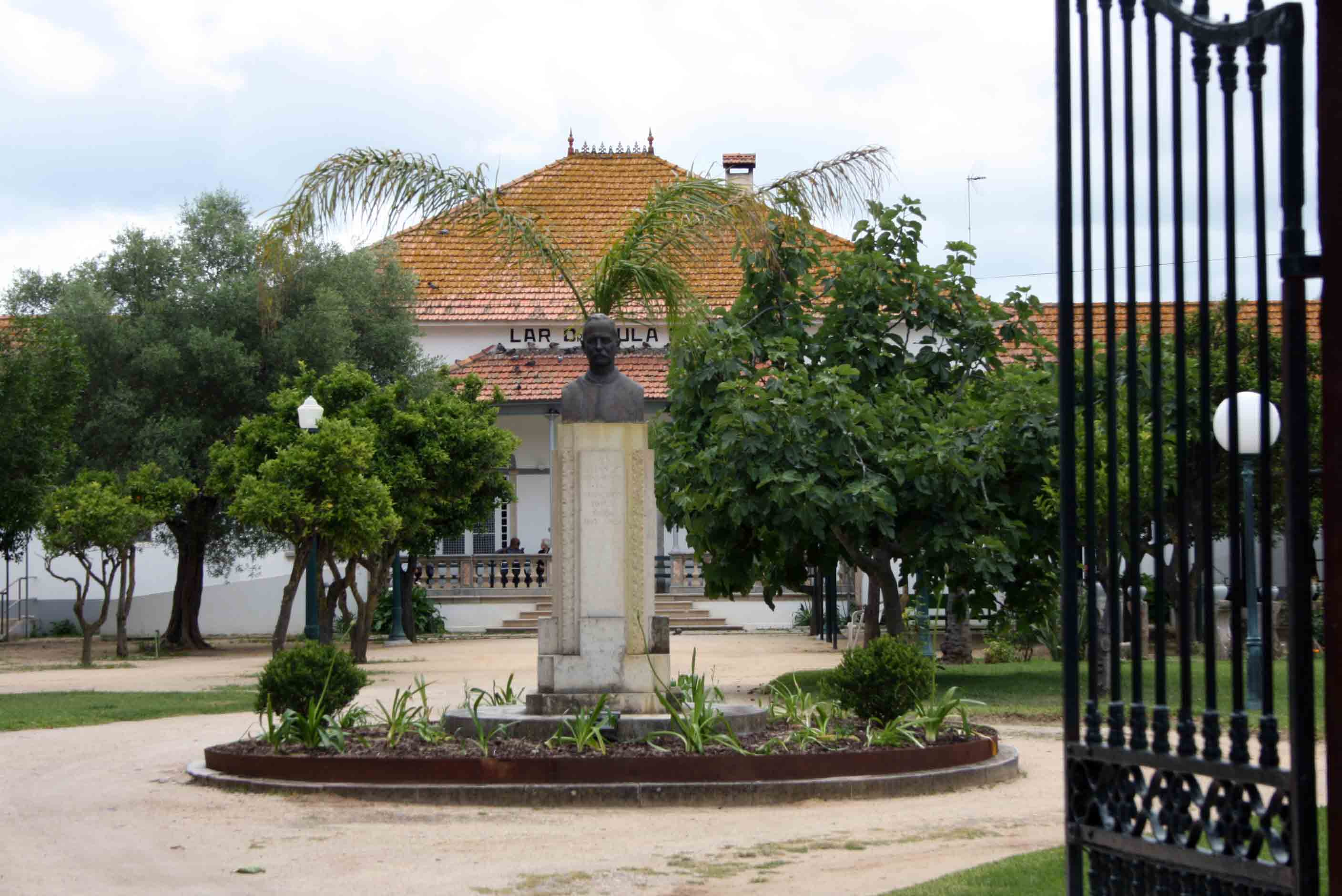
Lar Dr Paula Borba

Tendo vindo à posse da Santa Casa igualmente por legado, o então Asilo Bocage, “para velhos”, viu aprovados os estatutos em 24 de Abril de 1912, tendo a sua designação mudado para Asilo Dr. Paula Borba, em 1945, e para a actual denominação em 1973.

### Apoio Domiciliário
Trata-se de um serviço de apoio de índole variada e diária a idosos, no próprio domicílio destes, prestado por equipas que se deslocam em viaturas da Santa Casa.

### Centro de Apoio a Idosos Dependentes (CAID)

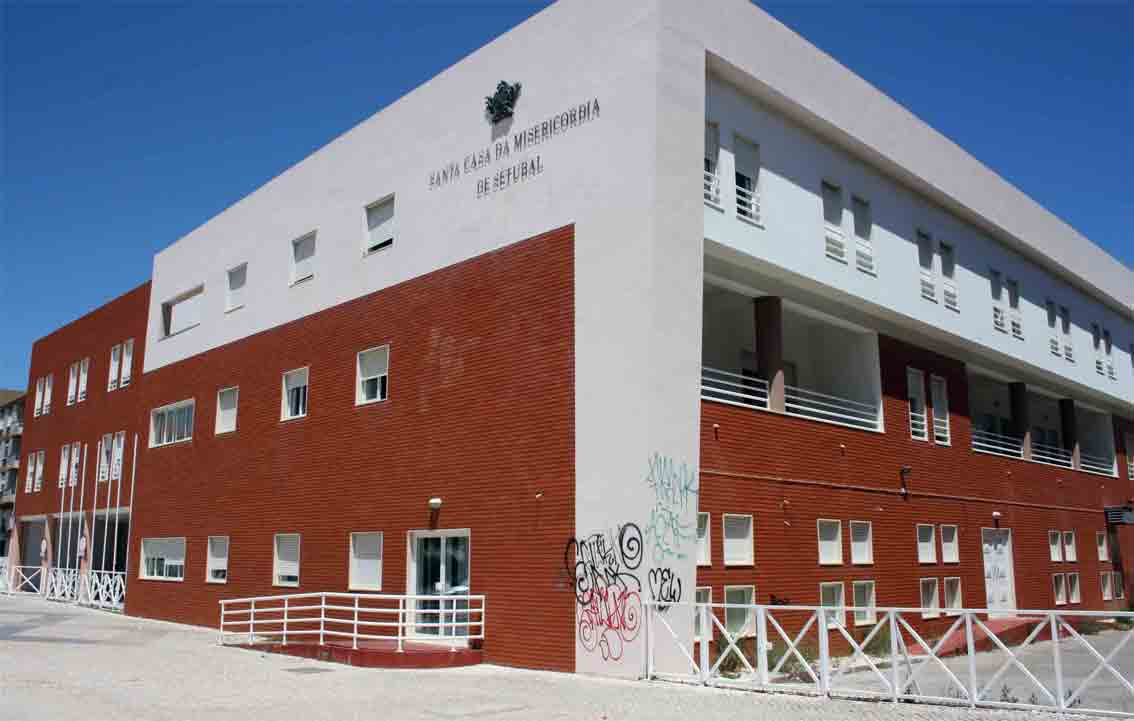
Centro de Apoio a Idosos Dependentes

Juntamente com a Clínica, o Centro de Apoio a Idosos Dependentes (CAID) constitui valência própria recente da Instituição, com instalações inauguradas em 25 de Julho de 1995.
Acolhe idosos total ou parcialmente dependentes, providenciando por que recebam cuidados gerais, de vida, de higiene e de saúde, que já não estão em condições de prestar a si próprios. Funciona também como hospital de rectaguarda, acolhendo pessoas que, uma vez recebida alta hospitalar, comprovadamente não dispõem de condições para que regressem aos seus domicílios habituais.

### Clínica de Medicina Física e Reabilitação
A Clínica presta serviços variados de reabilitação física à generalidade da população setubalense.

### Centro de Apoio à Terceira Idade (CATI)
No final do ano de 2013, a Santa Casa venceu um concurso público para cedência da gestão de um estabelecimento estatal da Segurança Social, o Centro de Apoio à Terceira Idade (CATI), estando presentemente em cumprimento o estipulado no contrato de comodato celebrado com o Estado, com validade pelo período de vinte anos.

### Apoio médico e de enfermagem
A Santa Casa dispõe ainda de apoio médico e de enfermagem em permanência às pessoas assistidas nas suas diversas valências.

## Valências desactivadas

### Centro de Dia do Bairro da Monarquina
Foi aberto em 1979, destinando-se a dar apoio diário a idosos daquele bairro, funcionando como pólo de reunião e convívio, com actividades de laser. Tendo tido boa receptividade inicial, com o decorrer do tempo foi perdendo razão de existência por falta de interessados na sua frequência, pelo que foi decidido o seu encerramento alguns anos depois.

### Balneário Dr. Paula Borba
Para uso dos internados nos Lares da Misericórdia, foi, por inadequação superveniente, definitivamente encerrado em meados da década de 80 do século XX.
NB.- 
O conjunto de valências da Santa Casa atende a carências várias de cerca de 450 utilizadores, com especial relevo da faixa etária mais avançada e necessitada de maiores cuidados de saúde e dispõe de quadro de pessoal próprio, cujo total é de aproximadamente 240 pessoas, enquadradas por técnicos habilitados com formação superior especializada na vertente social. São diariamente servidas cerca de 800 refeições.

## Área de rendimento

### Shop Sénior
Trata-se de uma loja de comercialização de equipamentos e outros artigos especialmente destinados a idosos.

### Jogos Sociais
A Santa Casa mantém ainda um ponto de recolha de apostas mútuas relativas aos jogos sociais do Estado, explorados pela Santa Casa da Misericórdia de Lisboa.

## Igreja de Jesus

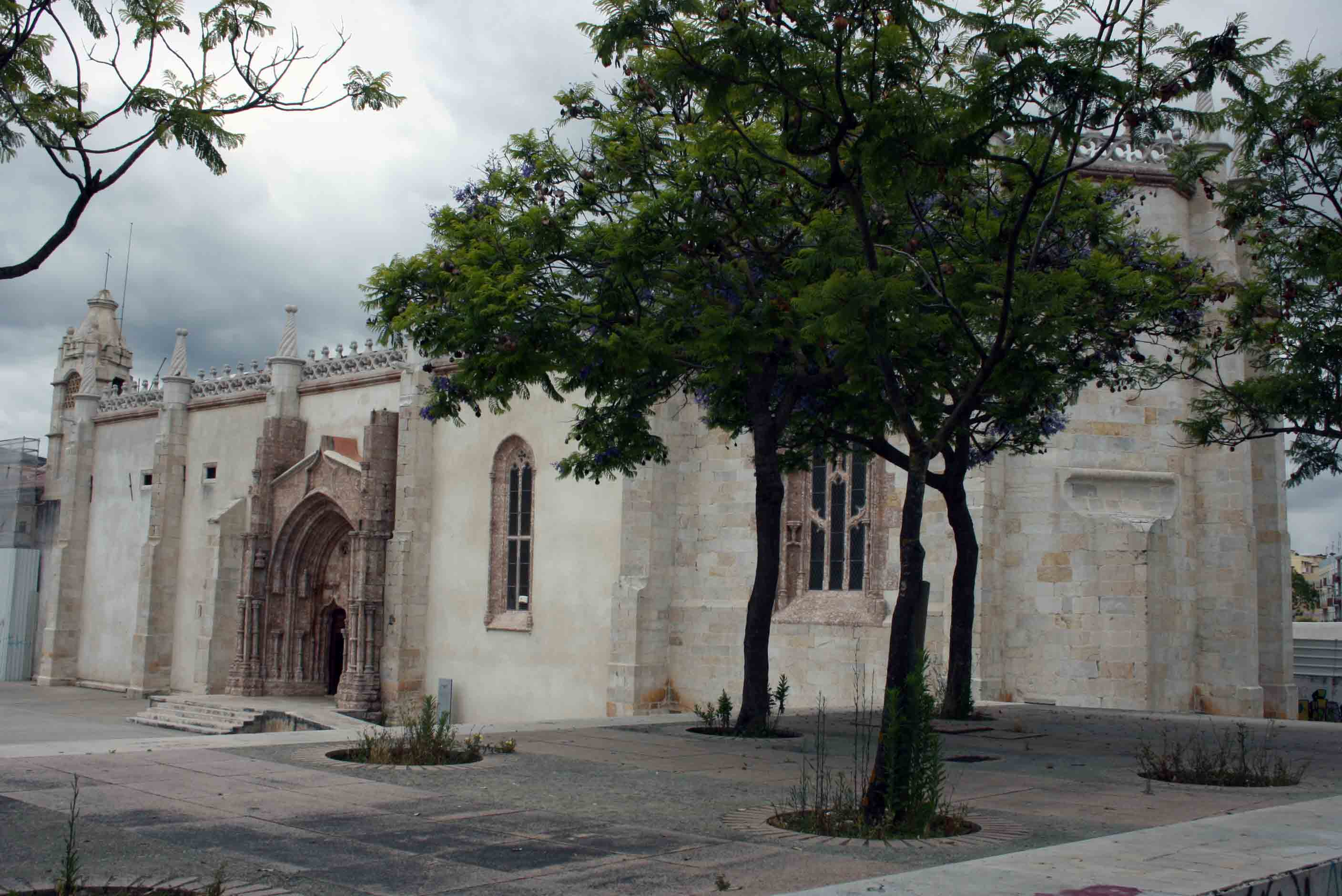
Igreja de Jesus

É a sede da erecção canónica da Irmandade da Santa Casa da Misericórdia de Setúbal, à qual foi definitivamente cedida por auto de entrega de 19 de Maio de 1892, em sequência das disposições da Carta Régia de Janeiro anterior.
Está integrada em edifício de linhas góticas, um dos primeiros a colher as extremamente belas características do mais tarde denominado e renomado estilo manuelino.
O respectivo desenho saiu, em 1494, da inspiração do francês residente em Setúbal, Diogo Boitaca ou Jacques Boitac – mais tarde igualmente autor dos projectos do Mosteiro dos Jerónimos, da Torre de Belém e das Capelas Imperfeitas do Mosteiro de Santa Maria da Vitória, na Batalha, entre outros, o que lhe valeu o título de “Mestre das Obras do Reino”, conferido por D. Manuel I – e mandado construir por voto pio de D. Justa Rodrigues Pereira, ama do monarca.
A característica física mais notável da construção é a pedra com que foi edificada, “brecha” que apenas existe na vizinha Serra da Arrábida, e o interior, com colunas torsas ou espiraladas de grande beleza e elegância, que servem de suporte às altas abóbadas. 
A Igreja de Jesus, monumento nacional e sede da erecção canónica da Irmandade, foi definitivamente cedida a esta por auto de entrega de 19 de Maio de 1892.

## Convento de Jesus
O edifício do Convento de Jesus, que integra a Igreja do mesmo nome, acima referida, foi sede da Irmandade das Freiras da Regra de Santa Clara, até 10 de Janeiro de 1880.
Por Carta Régia de 28 de Janeiro de 1892, foi cedido à Misericórdia de Setúbal, enquanto ali permanecessem os serviços do Hospital do Espírito Santo. A Santa Casa construiu então dois pavilhões-enfermarias, em piso térreo e primeiro andar, na ala Norte do Convento.
Numa das alas do edifício do Convento funciona, desde 1972, a sede da Santa Casa.
A Nascente existe um edifício, em cujas instalações funcionou o Balneário Dr, Paula Borba.
Actualmente, decorrem obras de restauro e requalificação de toda a edificação do Convento.

## Museu da Misericórdia
Com a vacatura do espaço, pela transferência do hospital, foi, em 5 de Fevereiro de 1961, criado o Museu da Misericórdia, hoje impropriamente conhecido pela designação de Museu de Setúbal/Convento de Jesus, que a Câmara Municipal de Setúbal, entidade que efectivamente detém a sua posse material, persiste em atribuir-lhe e difundir.
Dispõe o museu de um notável acervo de pintura quinhentista, dos chamados Primitivos Portugueses (1460-1560), nomeadamente o retábulo da Igreja de Jesus, comummente atribuído a Jorge Afonso, pintor da escola de Lisboa no período de 1510 a 1540, com catorze painéis e bem assim alfaias religiosas de muito elevado valor histórico e material.

## Hospitais
Por Carta Régia de D. Manuel I, datada de 1499, foi mandado erigir o primeiro hospital da Misericórdia, fundado em 1501, com a designação de Hospital João Palmeiro, que se situou na freguesia de Santa Maria da Graça e já tinha servido de albergaria para peregrinos. Mais tarde, foi substituído pelo Hospital do Corpo Santo, no Largo de Quebedo, e, ainda posteriormente, pelo do Hospital do Espírito Santo, no Largo da Misericórdia.
Em 1861, o Hospital da Anunciada, destinado a mulheres e situado no Largo do mesmo nome, foi integrado na Misericórdia, por virtude de ter sido extinta a sua fundadora e até então detentora, Confraria dos Hospitais de Nossa Senhora da Anunciada. Daqui resultou a necessidade de centralizar os serviços de ambos os hospitais num único edifício, em condições mais amplas e funcionais.
Assim, por Carta Régia de 1888, complementada pela de 28 de Janeiro de 1892, ambas de D. Carlos I, foi o Convento de Jesus cedido à Irmandade da Santa Casa da Misericórdia de Setúbal, enquanto ali se mantivesse o seu hospital.
Estas novas instalações do Hospital do Espírito Santo foram inauguradas em 1893 e o estabelecimento nelas permaneceu até que, em 9 de Maio de 1959, se procedeu à transferência de todos os serviços e equipamento, pertença da Santa Casa, para o então inaugurado Hospital de São Bernardo, financiado pelo Estado.
A instâncias estatais, este foi administrado pelos Corpos Sociais da Santa Casa até à respectiva destituição, em 1975, no desenvolvimento do processo revolucionário em curso (PREC), na transição de regimes políticos verificada no País, após o golpe militar de 25 Abril 1974.

## Resumo Histórico

### Fundação e actividade subsequente
A Santa Casa da Misericórdia de Lisboa foi fundada em 15 de Agosto de 1498, sendo a primeira destas Instituições a ser criada. Foi fundada por Frei Miguel Contreiras, sob os auspícios da rainha D. Leonor, de quem era confessor, e a invocação de Nossa Senhora da Misericórdia, na Sé de Lisboa.
Imediatamente a seguir, corria o ano de 1499, foi criada e iniciou a sua actividade a Confraria da Santa Casa da Misericórdia de Setúbal, tendo-lhe sido doada por Rodrigo Afonso, conselheiro do rei “e vedor da fazenda da Senhora Infanta”, em escritura de 5 de Fevereiro de 1500, “hüa caza de egreja (…) que está jumto com o Mosteiro de Jesus (…) para em ella terem sua confraria”, sendo este o primeiro documento de que há conhecimento que refere e oficializa a existência da Instituição.
Com maiores ou menores períodos de sobressalto e de acalmia, próprios das realizações humanas, a Santa Casa da Misericórdia de Setúbal integrou-se na História da região e de Portugal, sempre imbuída do espírito de “fazer o bem”, na expressão feliz de um dos seus mais recentes provedores, já falecido.
Na verdade, nos seus mais de quinhentos anos de existência, jamais a Instituição deixou de curar doentes, recolher enjeitados e expostos, assistir a presos, remir cativos, conceder dote a órfãs e, mais recentemente, acolher idosos mais desprotegidos e incapazes.

### Período de convulsão
Com o advento do golpe militar de 25 de Abril de 1974, seguido de revolução popular, a Misericórdia de Setúbal passou por situações de convulsão, que trouxeram graves dificuldades à sua gestão e administração.
Os estabelecimentos da Misericórdia, com particular destaque para o Lar Dr. Paula Borba, foram ocupados em 7 de Julho de 1975, por elementos da extrema-esquerda política, e as freiras do Instituto das Franciscanas Missionárias de Maria, que prestavam serviço nos Lares, expulsas e impedidas de aceder às instalações. A gestão da Santa Casa foi entregue a uma nova equipa.
A situação prolongou-se pelos anos seguintes, em regime dualista, vindo do antecedente mas agora acentuado. De um lado a Irmandade, com fins e práticas de rito religioso católico, e do outro a vertente de características de associação de beneficência, secular, ambas nominalmente da Santa Casa, mas sem contactos entre si, no período compreendido entre 1975 e 1982, ano da aprovação do actual Compromisso. E assim se manteve o status quo até à aprovação do novo Compromisso, no último daqueles anos, já no decurso do mandato da lista de Irmãos que vencera as eleições de Dezembro de 1979 e empossados em Junho de 1981.
Neste último período, em virtude do predomínio da sua ala secularizada, a Santa Casa foi perdendo as características de associação de fiéis católicos, que desde sempre a enformaram. Tal circunstância provocou forte descontentamento e preocupação a uma parcela significativa do conjunto de Irmãos.
Assim, aproximando-se um acto eleitoral regular, aqueles reuniram-se e formaram uma lista que se apresentou a sufrágio, em acto invulgarmente concorrido.
Realizadas as eleições, em 15 de Dezembro de 1979, nas instalações do Lar Dr. Paula Borba, em clima de grande efervescência, verificou-se a vitória da lista oposicionista, o que levou à impugnação dos resultados e recusa de passagem do testemunho, por parte dos vencidos.

### Regresso à normalidade
Seguiu-se demanda judicial que terminou com a investidura dos eleitos, cerca de ano e meio após, em Junho de 1981, com o que se encerrou este capítulo.
Mas a situação da Misericórdia era muito penosa. A agitação interna vinda do antecedente não dava tréguas, a indisciplina continuava generalizada, os ordenados do pessoal estavam em mora de meses e as dívidas a fornecedores, que já não concediam crédito, atingiam montantes muito avultados para a época. As dívidas fiscais eram, também elas, incomportáveis para a capacidade de solvência da Santa Casa.
Foram, deste modo, necessários seis anos para se chegar à pacificação da Instituição, racionalizando os serviços, saneando as finanças, com a criação de meios de gestão antes inexistentes, saldando as dívidas e, por fim, equilibrando o orçamento, deste modo se proporcionando melhores condições de vida aos idosos e de trabalho ao pessoal que pelo seu bem-estar providencia.
De então até ao presente, a Santa Casa retomou os princípios que haviam presidido à sua criação e à vivência normal de uma instituição com as suas características.